# Joan Lluís Bozzo
Joan Lluís Bozzo Duran (Barcelona, 1953) es un actor y director de teatro español.

## Biografía
Nació en el barrio de Gràcia de Barcelona en 1953 y ya de muy joven empezó a interesarse por el teatro. Estudió Filología Catalana en la Universidad Autónoma de Barcelona.

## Carrera artística

### Teatro
Se interesó por el mundo del teatro siendo muy joven e interpretando pequeños papeles en Els Pastorets en la asociación cultural Lluïsos de Gràcia y, con tan sólo 17 años, empezó a dirigir sus propios espectáculos.
En una primera etapa participó en diferentes obras experimentales y en 1971 fundó una comuna teatral con la que recorrió diferentes poblaciones de Cataluña haciendo obras de teatro en la calle. En 1973 se incorporó al mundo profesional ejerciendo de ayudante de dirección de Pau Garsaball en la obra Merendábais a oscuras de Josep Maria Benet i Jornet y dos años después, en 1975, debutó dirigiendo la obra Las Troianas, de Eurípides-Sartre, con un grupo formado por él mismo en la universidad, con la que cosechó un gran éxito.
A inicios de 1978 se integró en la compañía Dagoll Dagom donde trabajó como actor y director en Antaviana, basada en cuentos de Pere Calders; en Nit de Sant Joan (1981), con música de Jaume Sisa; y en Glups! (1983), basada en la obra gráfica del humorista francés Lauzier; y como director en El Mikado (1986), adaptación catalana de una opereta inglesa de Gilbert y Sullivan; en Mar i Cel (1988), adaptación libre de Xavier Bru de Sala de la obra homónima de Àngel Guimerà; en Flor de nit (1992); en T'odio amor meu (1995); en Pigmalió (1997); en Els pirates (1997); en Cacao (2000); en Poe (2002); en La Perritxola (2003) de Jacques Offenbach; y de nuevo Mar i Cel en 2004 y 2014. En 2016 dirigió también el musical "Scaramouche" y finalmente "Maremar" en 2018. 
Jubilado de Dagoll Dagom en 2019 pero todavía socio en activo de la compañía, actualmente está dirigiendo con su asociación "Enraona Teatre" la obra de teatro social "Pots ser tu, puc ser jo", una obra sobre salud mental en la que se tratan temas como el bullying, la depresión, la ansiedad, los abusos sexuales, las autolesiones y el suicidio. La asociación, fundada juntamente con su pareja y Mariona Bosch, profesora de teatro, promociona el teatro como herramienta social y terapéutica.
Además de las obras de Dagoll Dagom, también ha dirigido La botiga dels horrors de Howard Ashman y Alan Menken en 1986, Sin palabras de Pepe Rubianes en 1987, el espectáculo musical Quarteto da cinque en 1987, Estrips en 1989 y El retaule del flautista en 1997.
También ha escenificado obras como la ópera Don Pasquale de Donizetti en el Teatre Grec de Barcelona; L'any de Gràcia de Albert Sardà, basada en la novela de Cristina Fernández Cubas; el Rigoletto de Giuseppe Verdi; así como eventos de pequeño formato para la soprano Isabel Soriano como Odio la música en 1991.

### Televisión
Ha intervenido en series de televisión diferentes series de televisión entre las que se incluyen Oh! Europa (1993), Oh! Espanya (1996), La memòria dels Cargols (1999), Psico express (2001) y La sagrada família  (2010-2011) como actor y guionista.

### Otros
Joan Lluís Bozzo es también el autor del libro Cómica tribu: historias alrededor del teatro (2001) y, además, colabora como columnista en diferentes publicaciones como El Periódico y ejerce de comentarista en tertulias de radio y televisión.

## Actividad política
Bozzo, reconocido independentista catalán próximo a la Crida Nacional per la República y a Junts per Catalunya, considera que en Cataluña conviven, dos grupos, «los catalanes (que, sean de donde sean, estiman Cataluña) y los españoles empadronados en Cataluña que quieren eliminar nuestra lengua, cultura, símbolos y libertades, para entregar el país al Reino de España», y ha pedido «alerta máxima» a este respecto. Concurrió como candidato en las listas de Junts per Catalunya a las elecciones al Parlamento de Cataluña de 2017 (en el número 70 de la lista de Barcelona) y en las elecciones al Congreso de los Diputados de 2019 por Barcelona.